# René de La Tour du Pin Gouvernet
René de La Tour du Pin Gouvernet, marquis de La Charce, baron de Montauban, seigneur de Gouvernet, de Nyons et de Montmorin, est né en 1543 et meurt le 21 décembre 1619 à Die. 

## Biographie
Il est le fils de Guigues IV de La Tour du Pin (qui testa le 19 janvier 1563 devant Maître Barthélémy, notaire à Crest, et qui mourut cette même année).
Il est un des chefs les plus renommés du parti calviniste (chef huguenot) en Dauphiné. Après son avènement, Henri IV le nommera conseiller d'État, maréchal de camp (avril 1591), gouverneur de Montélimar et de Die, commandant du Bas-Dauphiné. Il sera fait marquis de La Charce par lettres patentes du mois de mai 1619, enregistrées le 10 mai 1638. 